# Чемпионат Нидерландов по международным шашкам среди мужчин 1902
Неофициальный Чемпионат Нидерландов по международным шашкам 1902 года  (нидерл. Nederlands kampioenschap dammen 1902) прошел в Амстердаме.
Турнир организовала шахматная ассоциация Амстердама.

## О призерах и наградах
Турнир выиграл Джек де Гааз, который сыграл три партии вничью и 10 выиграл. Он получил за непобедимость Почетный Серебряный крест, представленный Дж Смит. С. Х. Broekkamp получил награду за лучшую комбинацию. Уильям Vijn выиграл золотые часы с надписью.

## Результаты
| место | имя             | очки |
| ----- | --------------- | ---- |
| 1     | Джек де Гааз    | 23   |
| 2     | Willem Vijn     | 20   |
| 3     | L. Content      | 18   |
| 4     | B. van der Meer | 17   |
| 5     | C.G. Vervloet   | 15   |
| 6     | A. Zomerdijk    | 15   |